# Borodino (Krasnojarský kraj)
Borodino (rusky Бородино) je město v Krasnojarském kraji v Ruské federaci. Při sčítání lidu v roce 2010 mělo přes sedmnáct tisíc obyvatel.

## Poloha a doprava
Borodino leží v severním předhůří Východního Sajanu a je vzdáleno zhruba 120 kilometrů vzdušnou čarou na východ od Krasnojarsku, správného střediska kraje.
Nejbližší železniční stanice je v Zaozjorném přibližně patnáct kilometrů severozápadně.

## Dějiny
Původní vesnice Borodino vznikla v dvacátých letech devatenáctého století přibližně pět kilometrů jihovýchodně od moderního střediska obce. Založili ji vojáci Semjonovského pluku, kteří sem byli posláni v důsledku vzpoury v roce 1820. Vesnice byla pojmenována podle bitvy u Borodina, ke které došlo v roce 1812 v rámci Napoleonova ruského tažení.
V roce 1949 bylo založeno stejnojmenné sídlo na novém místě jako havířské sídlo v rámci rozvoje těžby hnědého uhlí v Kansko-Ačinské uhelné pánvi. To bylo už od počátku sídlem městského typu a v roce 1981 získalo status města.

### Rodáci
- Olga Vladimirovna Romasko (*1968), biatlonistka
- Olga Valerjevna Medvedcevová (* 1975), biatlonistka
- Olga Pavlovna Jakušovová (* 1991), biatlonistka